# Luca Alinari

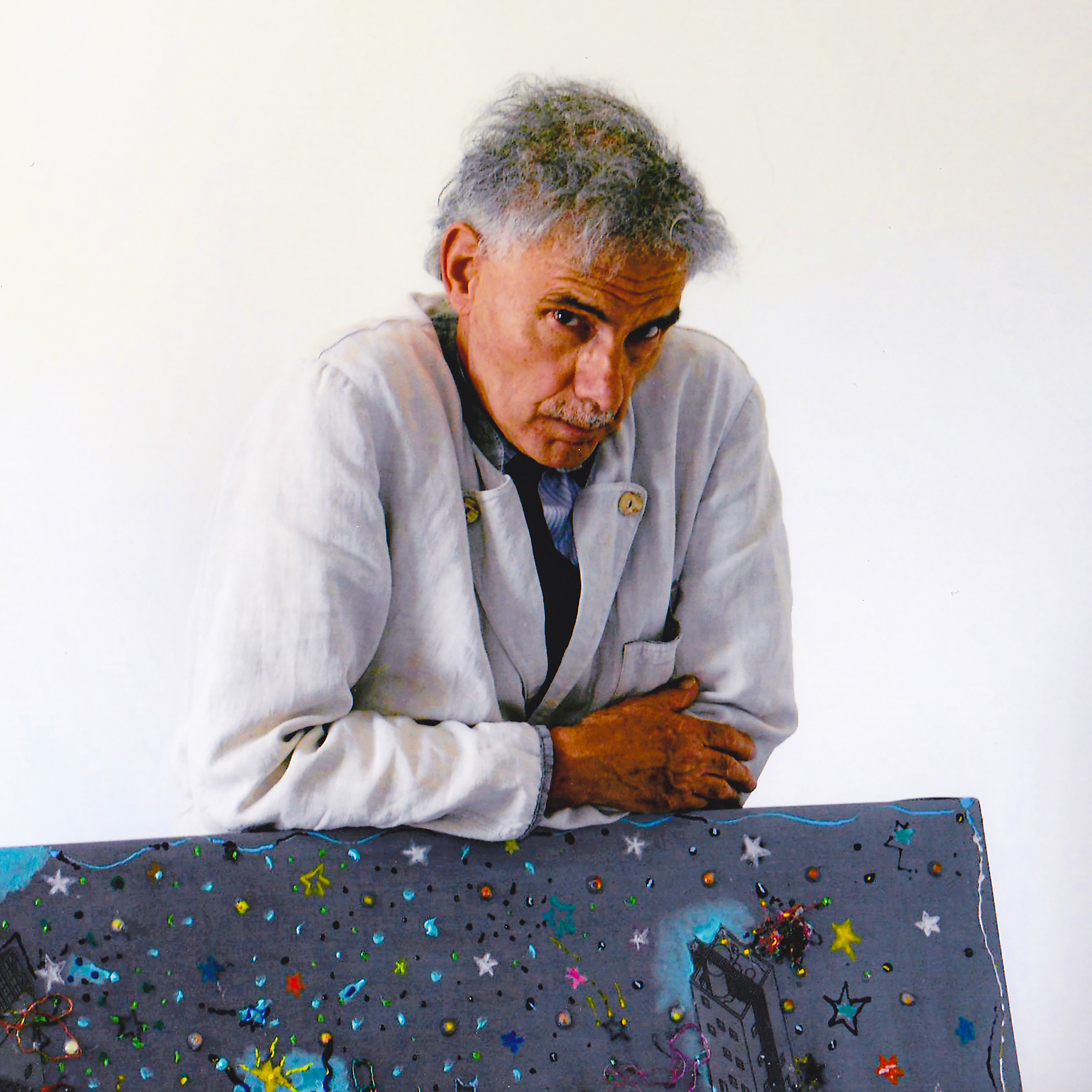
Luca Alinari

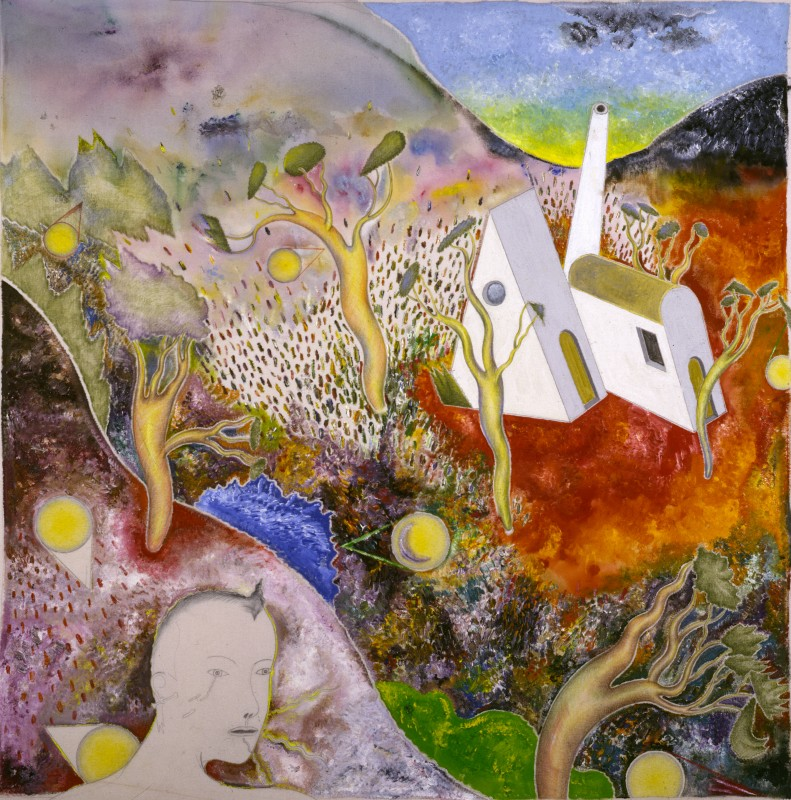
Il passeggiatore solitario, 1990 circa (Fondazione Cariplo)

Luca Alinari (Firenze, 27 ottobre 1943 – Firenze, 15 marzo 2019) è stato un pittore italiano.

## Biografia
Autodidatta, esordì nel 1968 con la sua prima esposizione personale presso la Galleria Inquadrature di Firenze.
Durante gli anni settanta avviò una serrata ricerca sul libero accostamento di oggetti e figure all'interno di atmosfere fantastiche e sospese, sulla suggestione delle ricerche Neodada e della Pop Art. In questi anni sperimentò diverse tecniche pittoriche, nelle quali coniugava colori fluorescenti, decalcomania, collage, trasposizioni fotografiche. Tra il 1972 e il 1973 espose nelle principali gallerie private di Firenze, presentato dal poeta e amico Alfonso Gatto.
Negli anni '80 ottenne i primi riconoscimenti ufficiali, con la partecipazione alla Biennale di Venezia nel 1982 e alla X e XI Quadriennale di Roma.
Intrattenne rapporti di amicizia con diversi scrittori: Domenico Rea, Alfonso Gatto, il Nobel José Saramago, Edoardo Sanguineti che nel 1974 gli dedicò diverse poesie, e Goffredo Parise, che nei primi anni '80 scrisse un saggio fondamentale sulla sua pittura.
Nel 1990 dipinse il "Cencio" per il Palio di Siena, il drappo che viene assegnato al vincitore. Si affermò sulla scena artistica nazionale nel 1993, in occasione della mostra antologica allestita presso Palazzo Reale di Milano dove presentò un importante nucleo di opere che ripercorreva il suo percorso artistico fino ad allora intrapreso. Coi suoi paesaggi a carattere fantastico raggiunse la maturità artistica, caratterizzata da una cromia vivace e brillante e da una tecnica pittorica originale, che combinava stesure materiche a raffinate campiture di colore levigato e trasparente.

Nel 1999 espose a Firenze nel Corridoio vasariano degli Uffizi, il suo autoritratto, acquistato in seguito dal museo stesso. Nel 2009 espose una personale di 45 opere al Beijin Today Art Museum di Pechino, al Centro per l'Arte Contemporanea SunShine di Shanghai ed al Museo di arte contemporanea di Kunshan, città satellite di Shanghai.

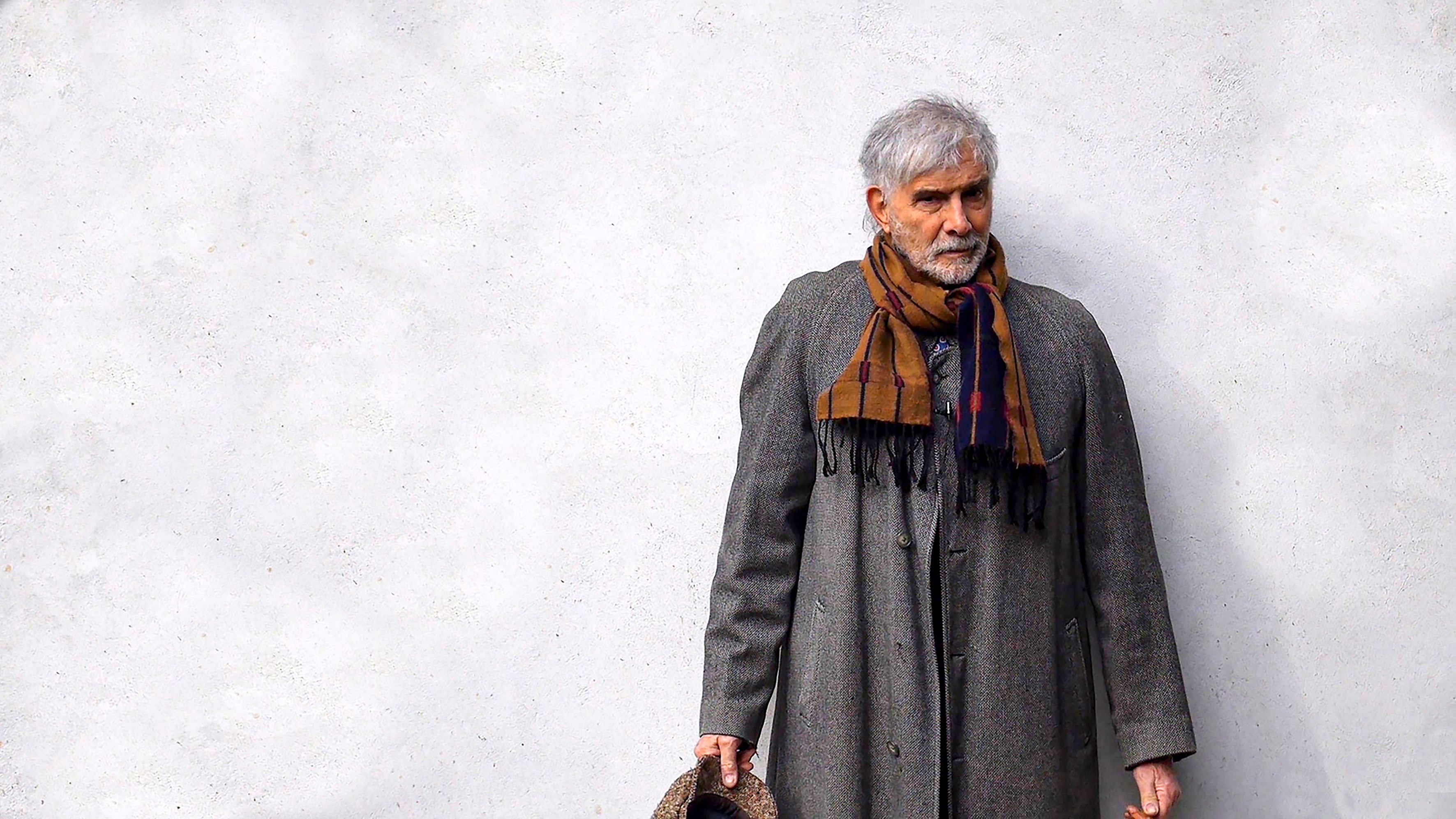
Luca Alinari

Nel 2011 a Città di Castello tenne una personale intitolata "Gelo". Intervistato da Italian Art Magazine, dichiarò che il nome trovava ispirazione da una citazione dello scrittore Franz Kafka che Alinari parafrasa così: “Un quadro è un'ascia per spaccare il gelo che è dentro di noi”. Alinari alla stregua dello scrittore, attribuisce il compito del disgelo alle sue ultime opere, che rispetto a quelle degli anni sessanta e settanta, si colorano del vigore del rosso, quasi a voler destare chiunque le osservi, perché sia consapevole di ciò che il mondo sta vivendo: il gelo.
Sempre nel 2011 disegnò il logo dei Mondiali di Ciclismo 2013, che per la prima volta ebbe alcune tappe in Toscana. Il logo, nella spiegazione dell'Autore, nelle linee essenziali di una bicicletta, con il telaio che diventa l'orlo di una collina, racchiude un profilo rinascimentale, un accenno di paesaggio italiano con gli immancabili cipressi, ma anche la razionalità della linea e della nuova prospettiva umanistica. La Federazione aveva inizialmente chiesto all'artista di allestire anche un'esposizione pittorica, ma egli optò per un'opera più singolare, "un'installazione formata da varie opere concatenate, ognuna sorretta da una bicicletta, a sua volta poggiata su un'altra opera, di nuovo sorretta da una bicicletta", che avrebbe dovuto essere collocata nel punto di arrivo della gara, in centro a Firenze.
Nel settembre 2011 presso il Palazzo Medici del Vascello di Asti venne ospitata una importante personale dell'artista nella quale presentò le sue nuove espressività figurali con le "regine dei sogni”, creature feeriche che emergono dai paesaggi incantati e trovano spazio sulla copertina del magazine Art & Wine n. 20, diretta dal critico d'arte Fabio Carisio, curatore della mostra ed anche delle Art & Wine Gallery personali di altri maestri storicizzati quali Giorgio De Chirico e Giovan Francesco Gonzaga.
A giugno 2013, Alinari inaugurò una mostra personale allo Spoleto Art Fair.
Nel 2015 Partecipazione al libro La Fiera Letteraria  (Spoleto Festival Art) all'Expo di Milano.
Dal 29 di ottobre 2021 al 6 gennaio 2022 si è tenuta la prima mostra postuma dell’artista fiorentino a Conversano (Bari), città a cui Luca Alinari era molto legato. Le stanze del Castello Aragonese hanno ospitato la mostra curata dal figlio Filippo e da Donato Mastropasqua,  Nuove visioni dall’immaginario colorato.

## Riconoscimenti
Il 12 giugno 2014 venne premiato allo Spoleto Festival Art.<. Il 28 settembre 2014 riceve il Premio Nazionale "Torre di Castruccio" insieme a Giorgetto Giugiaro ed altri esponenti della cultura e della medicina. A maggio dell'anno seguente, Alinari, Maestro surrealista e dell'onirico fiabesco, presenta il manifesto ufficiale dello Spoleto Festival Art 2015.
Il 10 giugno 2015 ricevette a Palazzo Vecchio il premio "Filo d'argento" Auser per la pittura, e, nella stessa occasione, la medaglia Florentia Mater realizzata dal maestro Roberto Ciabani e fusa in bronzo dalla Fonderia il Cesello. 

Venne premiato insieme ad altre personalità come Sergio Zavoli (giornalismo), Lindsay Kemp (danza), Don Backy (musica), Francesco Gurrieri (architettura), Marga Nativo già prima ballerina del Teatro comunale di Firenze, Rino Marchesi giocatore della Fiorentina, don Silvano Nistri ed il fotografo Sergio Bonamici.
A giugno del 2018 ricevette il Gonfalone d'Argento, massimo riconoscimento della Regione Toscana.

## Mostre Personali
- 1968 - Galleria Inquadrature, Firenze.
- 1969 - Galleri Larsen, Copenaghen (Danimarca).
- 1971 - Galleria Vinciana, Milano; Galleria La Soffitta, Sesto F.no.
- 1972 - Galleria Michaud, Firenze; Galleria Pier della Francesca, Arezzo.
- 1973 - Galleria La Medusa, Roma; Galleria Santacroce, Firenze.
- 1974 - Galleria Etrusculudens, Roma; Galleria Davico, Torino; Galleria Arte Verso, Genova; Galleria S.Michele, Brescia.
- 1975 - Galleria Sangallo, Firenze; Galleria Malborghetto, Bologna; Galleria CM, Roma.
- 1976 - Galleria 23, Cremona; Galleria Il Catalogo, Salerno; Arte Fiera, Bologna.
- 1977 - Galleria Ferretti, Viareggio; Studio Ganzerli, Napoli; Studi Inquadrature 33, Firenze.
- 1978 - Galleria Corsini, Intra; Galleria Asinelli, Bologna; Stufride Arte Contemporanea, Torino.
- 1979 - Galleria Bon a Tirer, Milano; Il Chiodo Arte Contemporanea, Mantova
- 1980 - Spazio Amnesia, Prato; Galleria Corraini, Mantova.
- 1981 - Expoarte, Bari; Studio Palazzoli, Milano; Studio Ganzerli, Napoli; Galleria La Scaletta, Reggio Emilia.
- 1982 - Galleria De Amicis, Firenze; Citifin, Firenze; Banco di S.Spirito, Napoli; Galleria Rovani, Genova.
- 1983 - Libreria Giulia, Roma; Galleria Arte Quattro, Firenze; Galleria Ninì Esposito, Napoli; Galleria S.Carlo, Milano; Galleria Navetta, Trieste; Galleria Il Triangolo, Cosenza.
- 1984 - Alessandro Bagnai Arte, Siena; Magazzini del Sale, Siena; Galleria Laboratorio 2, Udine; Galleria Spatia, Bolzano; Galleria Dimensione, Lecce; Galleria Pancheri, Rovereto; Galleria Chiggini, Varese; Casa del Mantegna, Mantova.
- 1985 - Galleria Piramide e Arte 4, Firenze; Galleria del Milione, Milano; Palazzo dei Congressi, Firenze; Bastione S.Giusto, Trieste; Galleria La Roggia, Pordenone.
- 1986 - Palazzo Vecchio, Sala D’Arme, Firenze; Galerie Gluck, Wels (Austria); Palazzo Massari, Ferrara; Palazzo Accolti Gil, Conversano;
- 1987 - Galleria del Milione, Milano; Galleria La Scaletta, S.Polo di Reggio Emilia; Falleria Il Triangolo, Cosenza.
- 1988 - Bagnai Arte Contemporanea, Siena; Galleria Astrolabio, Messina; Galleria Donato Pace, Conversano; Galleria Naz. D’Arte Contemporanea, Museo di Stato, Repubblica di S. Marino.
- 1989 - Centro di Cultura Ausoni, Roma; Forte dell’Aquila, L’Aquila; Galleria Rinaldo Rotta, Genova; Oratorio Santa Croce, Sarzana
- 1990 - Galleria Spatia, Bolzano; Galleria Nauges-Bensi, Milano; Galleria Aminta, Siena; Arte Fiera, Bologna; Obalne Galerije, Pirano (Jugoslavia).
- 1991 - Palazzi Lanfranchi, Matera; Lineart, Gand (Belgio); Galleria Mastrogiacomo, Padova; Arte Fiera, Bologna; Internazionale d’Arte Contemporanea, Milano.
- 1992 - Esposizione arti Figurative, Ginevra; Arte Fiera alle Zitelle, Venezia; Galleria Prati, Palermo.
- 1993 - Palazzo Reale, Milano; Galleria Fogola, Torino; Arte Fiera, Bologna; Arte Fiera, Bari; Galleria Faustini, Firenze.
- 1994 - Lineart, Gand (Belgio); Artissimo, Torino; Arte Fiera, Bologna; Galleria Granelli, Livorno; Galleria l’Incontro, Chiari; Galleria Palladini, Firenze.
- 1995 - Arte Club, Torino; Museo d’arte contemporanea di Villa Croce, Genova.
- 1996 - Arte Fiera, Miami; Arte Capital, Brescia; Arte Fiera, Bologna; Arte Fiera, Milano; Arte Fiera, Basilea; Tour Fromage, Aosta; Palazzo Pretorio, Certaldo; Galleria Athena, La Spezia.
- 1997 - Show Room Telemarket, Bologna; Galleria Il Bisonte, Firenze.
- 1998 - Ha disegnato una collana per Arezia Oro. Il gioiello fa parte di “Oro d’Autore” una mostra sulla creatività italiana che ha girato il mondo: da Shanghai a Santiago del Cile.
- 1999 - La Galleria degli Uffizi in Firenze inserisce, all'interno della prestigiosa raccolta degli autoritratti, una sua opera realizzata nel 1998.
- 2000 - Castello di Porto Venere “Crisi di nervi ottici”; Firenze, Palazzo Medici Riccardi “Troppo semplice l’angolo dei gomiti”.
- 2001 - Galleria “Il Milione” Milano “Nuove Visioni”; Allestimento delle scene e dei costumi per l’opera “Pinocchio” di M.Tutino in scena al Teatro Comunale di Firenze - Maggio Musicale Fiorentino; La Regione Toscana commissiona la scultura del “Pegaso” (simbolo della Regione) da utilizzare quale dono ad alte personalità italiane e straniere in visita ufficiale.
- 2002 - Mostra itinerante in Portogallo (Santa Maria da Feira nell’ambito del Festival Internazionale di Teatro di Strada; Ponte de Sor e Lisbona presso la sede dell’Istituto Italiano di Cultura). Spagna (Alicante presso il Museo de Bellas Artes  “Gravina” (MUBAG); Firenze Galleria Ugolini Contemporary Art.
- 2003 - Parigi Galleria Adler (Fouburg St. Honorè); Madrid Galleria Luis Burgos; Montevarchi “Due paroline all’albero automa”; UNESCO/Parigi biglietto augurale per le festività 2003/2004 - edizione mondiale.
- 2004 - Torino Biblioteca Nazionale Universitaria; Repubblica di S.Marino Museo Statale d’Arte Contemporanea; UNESCO/Parigi biglietto augurale per le festività 2004 - edizione mondiale.
- 2005 - Firenze - Museo Archeologico Nazionale – “Cibi e sapori del mondo antico – Segni tra passato e presente”.
- 2009 - Firenze – Palazzo Vecchio, Sala d’Arme Mostra “Pulviscolo”.
- 2011 Pietrasanta - (LU) – Sale dei Putti e del Capitolo nel Chiostro di S.Agostino e Palazzo Panichi – Mostra “Sono nato ma”.
- 2016 - Firenze – Galleria d’Arte Moderna di Palazzo Pitti – “Labirinto Alinari”.
- 2017 - Vicenza – Galleria d’arte Berga – “Ultimo viaggio ipnotico”.
- 2019 - Peschiera del Garda (VR) – Palazzina Storica – “Una favola senza fine”.
- 2022 - Massa – Castello Malaspina – “Cari Maestri” – Alinari – Possenti – Talani.

## Mostre Collettive
- 1969 - “Eros Arte”, Galleria Inquadrature, Firenze; Festival dei Due Mondi, Spoleto.
- 1970 - “Tre pittori della nuova ricerca: Alinari, De Poli, Martini”, Firenze.
- 1971 - Biennale internazionale d’arte, 20º Premio Il Fiorino, Palazzo Strozzi, Firenze; “L’arte dell’immagine”, Galleria Michaud, Firenze.
- 1972 - III Biennale internazionale della grafica d’arte, Palazzo Strozzi, Firenze; “100 artisti per il Vietnam”, Galleria Querini, Venezia.
- 1973 - Premio del Fiorino, Biennale internazionale d’arte, Firenze; “Il ritratto oggi”, Rassegna internazionale d’arte, Villa Faraggiana, Albisola Mare.
- 1975 - “Pittura 75 in Toscana”, Palazzo Ducale, Lucca
- 1976 - “Non commestibile: Alinari, Mendini, Pozzati, Sottsass, Tadini, Tovaglia”, Galleria CM, Roma; “Arte in Italia tra il ‘60 e il ‘70”, Galleria Civica d’Arte Moderna, Torino.
- 1977 - “Le jeux sont faits”, Falleria CM, Roma.
- 1978 - “Lo spazio della memoria”, Galleria Blu, Milano.
- 1979 - “Il mondo dei bambini”, UTET, Torino; “Ab ovo”, Palazzo Vecchio, Sala d’Arme, Firenze; “Ars combinatoria: omaggio a Fahlstrom”, Galleria d’arte Moderna, Bologna.
- 1980 - Art 11 ‘80, Basilea; Cantiere internazionale dell’arte, Montepulciano; “Ironia e favola”, Galleria d’Arte Moderna, Piacenza.
- 1981 - “La biblioteca di un principe eccentrico”, Libreria Giulia, Roma; “Fantastico immaginario”, VIII Rassegna della grafica contemporanea, Forlì; Expo Arte, Fiera Internazionale d’Arte Contemporanea, Bari.
- 1982 - “Iride, Schedule d’arte, Firenze ‘82”, Villa Romana, Firenze; “Arti visive ‘82”, Biennale di Venezia (sezione Italia); “Conseguenze impreviste: Arte, Moda, Design” Palazzo Novellucci, Prato.
- 1983 - “Oggetti sospesi”, Galleria Alzaia, Roma; “Avventura”, itinerante in Italia e nella Repubblica Federale Tedesca.
- 1984 - Premio Campigna, 28ª Ed.: “La natura morta”Pinacoteca Civica, Forlì; FIAC ‘84, Parigi; “Peintres à la Soffitta”, Bagnolet, Parigi; “Ciao Raffaello” Istituto Francese della Cultura, Firenze.
- 1985 - “Pittura e architettura”, Acireale; “Paesaggio & paesaggio”, Palazzo Ducale, Mantova.
- 1986 - “Fabula”, Galleria Tommaseo, Trieste, Studio Nazzarini, Parma e Galleria Cinquetti, Verona; XI Quadriennale di Roma, Palazzo delle Esposizioni, Roma (sezione “Emergenze nella ricerca artistica in Italia dal 1950 al 1980”).
- 1987 - “Pittori Italiani”, Stoccolma.
- 1988 - “L’autoritratto non ritratto nell’arte contemporanea italiana”, Arte Fiera ‘88, Bologna e Pinacoteca Comunale, Ravenna.
- 1989 - “Dyptych”, a cura di Italo Mussa e del Centro Ausoni, Roma - Itinerante in vari Musei Europei (partendo dalla Svezia con arrivo in Turchia).
- 1990 - “Artefax” ricerche contemporanee in telefaxsimile.
- 1991 - “Permanenza e continuità, Firenze 1970 - 1990: l’attività del Centro d’Arte Contemporanea Il Moro”, Istituto degli Innocenti, Firenze.
- 1992 - “La smorfia napoletana”, Museè Seita, Parigi; “Omaggio a Linus”, Spazio Flaminio, Roma; “Bianco e nero - La più bella Galleria d’Italia”, Fortezza da Basso, Firenze.
- 1994 - “Artisti per la Via Crucis”, Palermo.
- 1996 - “Arte Fiera”, Chicago.
- 1997 - Mostra Album Montale, Galleria del Milione, Milano.
- 2004 - Torino Museo Archeologico – Alinari, Botero, Folon, Nespolo, Gae Aulenti, Paolo Portoghesi, Re ed altri “Nutrirsi con (l’) Arte”.